# Narodnaïa Volia (XIXe siècle)
Pour les articles homonymes, voir Narodnaïa Volia.
Narodnaïa Volia (en russe : Народная воля ; en français : « Volonté du Peuple ») est une organisation populiste terroriste russe de la seconde moitié du XIXe siècle responsable de plusieurs attentats, dont l’assassinat du tsar Alexandre II le 1er mars 1881 (13 mars dans le calendrier grégorien).

## Formation
L’organisation Narodnaïa Volia est formée, à partir du mouvement Narodniki (russe : народники ; français : « ceux du peuple »), lors d’un congrès à Lipetsk en juin 1879, puis à Voronej quelques semaines plus tard. L’organisation populiste Terre et Liberté (russe : Земля и воля, Zemlia i Volia), fondée dans les années 1860 et réactivée en 1875 pour lutter contre le régime tsariste se déchire alors en deux tendances opposées :
- « Tcherny Peredel » (russe : Чëрный передел, en français : Partage noir) défend une position plus axée sur la propagande dans les campagnes et qui n’implique pas une violence systématique contre le régime impérial. Gueorgui Plekhanov et Pavel Axelrod comptent au nombre de ses membres avant de s’exiler en Suisse[1] ;
- « Narodnaïa Volia » choisit la voie du terrorisme individuel pour lutter contre le régime, privilégie l’action sur l’idéologie et s'inspire de Netchaïev : « Le révolutionnaire méprise tout doctrinalisme, il a renoncé à la science pacifique qu'il abandonne aux générations futures. Il ne connaît qu'une science — celle de la destruction[2],[3],[4]. »

Le groupe Narodnaïa Volia est en effet très proche de Serge Netchaïev, chef de l’organisation « Narodnaïa rasprava » (y compris sur le plan organisationnel). Netchaïev avait inspiré à Dostoïevski son roman Les Démons, en assassinant l'étudiant Ivanov soupçonné de trahison le 21 novembre 1869. Netchaïev était emprisonné à la forteresse Pierre-et-Paul lors de la préparation de l’attentat contre Alexandre II. Quand il en apprit les préparatifs, il recommanda au Comité exécutif de faire d’abord disparaître le tsar avant de se préoccuper de sa propre situation.

## Organisation

### Le comité exécutif
À la tête du mouvement, le « comité exécutif » de « Volonté du Peuple » compte d’abord onze membres, puis vingt-cinq. Il se compose de :
(par ordre alphabétique)
- Alexandre Barannikov (it) ;
- Andreï Jeliabov ;
- Alexandre Kviatkovski ;
- Nikolaï Kolodkievitch (ru) ;
- Alexandre Dmitrievič Mikhaïlov (it) ;
- Nikolaï Morozov ;
- Maria Ochanina ;
- Lev Tikhomirov (it), l'idéologue du mouvement ;
- Mikhaïl Frolenko (ru) ;
- Stepan Chiriaïev (it) ;
- Grigori Goldenberg (ru).

D'autres membres viendront s'ajouter peu après, dont :
(par ordre alphabétique)
- Vladimir Bogoraz ;
- Véra Figner ;
- Ignati Grinevitski ;
- Nicolas Kibaltchitch ;
- Olga Lioubatovitch ;
- Mark Natanson ;
- Sofia Perovskaïa ;
- Józef Piłsudski ;
- Nikolaï Sabline ;
- Lev Sternberg ;
- Piotr Yakoubovitch.

Morozov et Tikhomirov sont désignés pour devenir les rédacteurs d'un futur journal clandestin.
Les statuts du mouvement définissent droits et devoirs de chacun : « On peut y entrer, mais il est impossible d'en sortir ».

« Tout membre du Comité s’engageait solennellement à consacrer ses forces à la révolution, à oublier pour elle tous les liens du sang, les sympathies personnelles, l’amour et l’amitié ; à donner sa vie sans rien ménager ; à n’avoir rien qui lui appartînt en propre ; à renoncer à sa volonté individuelle. »

— Véra Figner
Les décisions du CE ne sont pas discutables ; elles s'imposent sans condition à la totalité des membres du mouvement. La discipline est impitoyable.
L'assemblée des membres du Comité exécutif discute et adopte les résolutions ; la Commission, qui siège presque tous les jours, veille à leur bonne exécution.  À l'origine, la Commission se compose de trois personnes : Alexandre Mikhaïlov, Lev Tikhomirov et Alexandre Kviatovski.

### Les agents
Selon N. Ochanina, « les agents sont nommés par le Comité exécutif et n'ont aucun droit, ils n'ont que des obligations ». Ils sont classés en deux catégories : ceux du « premier degré » bénéficient de toute la confiance du Comité exécutif ; tous les autres appartiennent au « deuxième degré ».

### La section de combat
Le mouvement se subdivise en plusieurs « sections », dont la plus importante est la « section de combat », que dirige Andreï Jeliabov. Ce dernier affirme que la terreur doit être ininterrompue.

« Toute la valeur de la terreur et toutes ses chances de succès résident dans le suivi et la permanence des actions... L'autocratie craquera sous les coups de la terreur systématique. Le gouvernement n'est pas en mesure de supporter pareille tension, il en viendra forcément à des concessions réelles, et non illusoires. Tout ralentissement nous serait fatal, nous devons aller à marche forcée, en bandant toutes nos forces... »

— Andreï Jeliabov

## Le programme
Le programme du mouvement est simple et se résume à un seul but : « Substituer à la volonté despotique d’un seul la « volonté du peuple » ».
L’accord est complet sur la nécessité du recours au terrorisme, mais les membres du Comité exécutif semblent avoir nourri des scrupules moraux sur la légitimité de leurs actions. Le mouvement n'envisage pas de prendre lui-même le pouvoir après la chute du régime tsariste. Il prévoit uniquement la formation d'un gouvernement provisoire et l'élection d'une Constituante…

## De la contestation politique au terrorisme

### Les précédents
Le combat contre le régime tsariste est engagé depuis de longues années. Outre les mouvements politiques qui visent à soulever les campagnes, souvent improvisés par l'Intelligentsia urbaine et qui connaissent des succès pour le moins mitigés. Certains contestataires ont déjà fait de la violence une arme politique. Même Alexandre II, « le tsar Libérateur », qui a aboli le servage, a déjà été victime de plusieurs attentats manqués depuis le milieu des années 1860.
La première tentative d’assassinat est le fait d’un terroriste isolé. Le 4/16 avril 1866, Dimitri Karakozov tente de l’assassiner et lui tire dessus avec un pistolet. La tentative échoue de peu. Karakozov semble avoir agi de son propre chef, même si la question de l’existence d’une mystérieuse organisation « Hell » est longuement débattue lors du procès.
La seconde tentative a lieu à Paris le 6 juin 1867 alors qu’Alexandre II est en visite auprès de Napoléon III. Les deux hommes sont sur un carrosse lorsqu’un opposant polonais de vingt-cinq ans révolté contre l’occupation russe de son pays après l'insurrection polonaise de 1861-1864 tente de les abattre.
D’autres tentatives improvisées suivent sans aucun succès.
Le 2 avril 1879, Alexandre Soloviev, membre de « Terre et Liberté » tente d’assassiner le tsar et tire à cinq reprises sur le souverain. Il échoue et pour éviter de se faire prendre tente vainement de se suicider à l’aide d’une capsule de cyanure.

### La chasse au «gibier impérial»
Lors de sa constitution le 26 août 1879, Narodnaïa Volia décide de faire de l’assassinat d’Alexandre II son objectif prioritaire, son « programme immédiat ». Le Comité exécutif décide également d’avoir recours à l’explosif plutôt qu’au pistolet ou à l’arme blanche, moyens qui se sont révélés trop aléatoires et imprécis. Le 12 septembre, le Comité exécutif se proclame « société secrète totalement autonome dans ses actions ».
Aussitôt, plusieurs attentats quasi simultanés sont élaborés.

#### Première tentative
Alexandre II est alors en villégiature et séjourne à Livadia, en Crimée, dont il doit revenir à la mi-novembre.
Un premier attentat est préparé par Véra Figner, Alexandre Kviatkovski et Nikolaï Kibaltchitch (un des accusés du procès des 193, d’abord propagandiste, puis artificier de « Terre et Liberté »). Se faisant passer pour un jeune couple, Véra Figner et Kibaltchitch louent un appartement dans la région d’Odessa, où ils peuvent confectionner les charges explosives. La dynamite a été achetée en Suisse et arrive par contrebande. Véra Figner obtient du gouverneur Édouard Totleben un poste de garde-barrière « pour son portier, dont la femme était atteinte de tuberculose et avait besoin de bon air en dehors de la ville », Nikolaï Frolenko et son « épouse » Tatiana Lebedeva. Ce dernier devait placer la dynamite sur la voie de chemin de fer Odessa-Moscou. Malgré l’arrestation d’un complice, les préparatifs peuvent se poursuivre. Mais ils sont finalement abandonnés, les conspirateurs ayant appris que le trajet impérial se ferait par un autre itinéraire.

#### Deuxième tentative
Le deuxième attentat est organisé à Alexandrovsk par Andreï Jeliabov, sur la ligne de chemin de fer reliant la Crimée à Kharkov.
Prétextant l’ouverture d’une tannerie, pour laquelle il obtient l’autorisation des autorités locales, il fait venir deux de ses « ouvriers », Ja. Tikhonov et I. F. Oklski. Suivent Presniakov, Kibaltchitch, Isaev et M. V. Teterka. Les activistes creusent sous la voie ferrée et y cachent deux cylindres d’explosifs. Le 18 novembre, tout est prêt. Mais lorsque le train impérial passe sur les lieux, l’explosion ne se produit pas et le train continue sans aucun mal. Les enquêtes menées aussi bien par la police impériale que par les gens de Narodnaïa Volia eux-mêmes concluront à une erreur de Jeliabov dans le montage du détonateur électrique.

#### Troisième tentative
Dès le lendemain 19 novembre, a lieu la troisième tentative d'attentat. Le mode opératoire est quasi identique : un attentat à l’explosif sur la voie de chemin de fer, cette fois à une quinzaine de kilomètres à peine de la gare de Moscou, un lieu où le train d’Alexandre II doit obligatoirement passer, quel que soit l’itinéraire choisi.
Cette fois, c’est Alexandre Mikhaïlov qui est chargé de l’opération. Il a acheté une maison attenant à la voie ferrée. Selon Franco Venturi, la maison est achetée pour 1 000 roubles avec une hypothèque de 600 roubles. Les artificiers de Narodnaïa Volia (Mikhaïlov, Isaev, Morozov, puis Sirjaev, Barranikov, Goldenberg, Arontchik) se mettent aussitôt à creuser une galerie en direction des voies.
Tout est prêt pour le passage du train entre 10 et 11 heures du soir. Mais un problème d’horaire (le train impérial est en avance) et une inversion inhabituelle du train de l’empereur et celui de sa domesticité amène les terroristes à laisser passer sans encombre le premier convoi et à ne faire exploser la charge qu’au passage du second convoi, qui déraille et se renverse. Contrairement aux espoirs des conjurés, l’attentat ne fait aucune victime ; seuls des bagages sont détruits.
Le 20 novembre, devant les représentants des différentes classes venus lui rendre hommage au Kremlin, Alexandre II déclare qu’« il espérait avec leur collaboration, arrêter la jeunesse dévoyée sur le chemin de la ruine où les poussaient les mal intentionnés ».
Selon Narodnaïa Volia, l’attentat ne soulève aucune émotion, ni intérêt particulier, ce que contestent les sources officielles.
La triple tentative, même si elle a laissé Alexandre II indemne n’est guère encourageante pour la police impériale. Après une année de traque intensive, son inefficacité est manifeste : les organisations terroristes sont à peine affaiblies, elles sont même capables de réunir des informations de bonne qualité sans être détectées. Seul Gartmann (ou Hartmann), le propriétaire de la maison moscovite doit fuir à l’étranger. 
Ayant appris que Gartmann s’est réfugié en France, le chancelier d’Empire Gortchakov tente d’obtenir son extradition. Mais une virulente campagne de presse dans laquelle figurent Plekhanov, Lavroff et même Victor Hugo dénonce « la terreur impériale ». L’attitude ouvertement anti-russe de l’opinion publique et des autorités françaises amène la diplomatie russe à se tourner à nouveau vers l’Empire allemand de Bismarck.
Après l’échec de l’attentat, Alexandre Kviatkovski est arrêté. Les conspirateurs, qui ont appris d’une « taupe » à l’intérieur de la « Troisième section » qu’on allait l’arrêter, tentent en vain de le prévenir. Olga Liubatovitch, chargée de le prévenir, et son mari Morozov parviennent miraculeusement à s’échapper. La perquisition à son domicile révèle un stock d’explosifs et un mystérieux plan du palais d’Hiver, une information que la police tsariste n’exploite pas… Kviatkovski est pendu le 4 novembre 1880 et sa compagne, Evguenia Figner, la sœur de Véra, est condamnée au cours de même procès à 15 ans de travaux forcés en Sibérie.
Jeliabov prend le commandement des opérations suivantes.

#### Quatrième tentative
Le 5 février 1880 (en calendrier julien, 17 février 1880 dans le calendrier grégorien) a lieu un sanglant attentat à l’intérieur même du palais d’Hiver. Renseigné par  Stepan Khaltourine, qui, en septembre 1879, a réussi à se faire engager au palais, où il travaille comme ébéniste sous une fausse identité (Batychkov), le Comité exécutif prépare minutieusement ce nouvel attentat.
C’est Khaltourine qui livre le plan du palais d’Hiver à Kviatkovski. Khaltourine pense d’abord assassiner Alexandre II à coups de hache lors d’une rencontre fortuite dans le palais. Le Comité central rejette cependant sa proposition et lui préfère un attentat à l’explosif. Selon les calculs, il faut au moins huit pouds de dynamite pour que la charge soit efficace. Khalturine fait entrer l’explosif au palais par toutes petites quantités pour ne pas éveiller les soupçons.
L’explosion doit avoir lieu dans la « salle à manger jaune », au moment du repas. La charge explosive est placée dans la pièce en dessous. Mais Alexandre II est en léger retard. L’explosion fait trembler la pièce et laisse la famille impériale indemne (la charge est insuffisante pour percer le dallage de granit de la pièce), mais tue onze personnes et en blesse cinquante-six (soldats, domestiques)… Dans la panique qui s’ensuit, les auteurs parviennent à s’échapper.
Le surlendemain de ce nouvel attentat raté, Narodnaïa Volia publie un communiqué disant son regret devant la mort du personnel d’Alexandre II : « Nous avertissons encore une fois l’empereur que nous poursuivrons le combat jusqu’à ce qu’il se démette de son pouvoir au bénéfice du peuple. Jusqu’à ce qu’il confie le soin de réorganiser les institutions à une Assemblée constituante. »
L’attentat révèle la totale insécurité de l’empereur traqué jusque chez lui et déclenche une panique générale. Le gouvernement aggrave la fièvre en déclarant que cet attentat devait être le signal d’une insurrection. On parle d’un complot ourdi par les nobles de la cour eux-mêmes (d’aucuns vont jusqu’à y inclure Constantin Nikolaïevitch, le propre frère du tsar), ce que Narodnaïa Volia se croit obligée de démentir en certifiant l’origine populaire de Khalturine.
Le 19 février cependant, une rumeur – à laquelle les journaux étrangers et même Narodnaïa Volia semblent avoir accordé quelque crédit – court à Saint-Pétersbourg et prédit que pour célébrer le 25e anniversaire de son accession au trône, Alexandre II annoncera qu’il dote le pays d’une constitution. Cette attente est cependant déçue et c'est le début de la « dictature du cœur et de l’esprit » de Mikhaïl Loris-Melikov. La « IIIe section » est dissoute et ses prérogatives transmises au Département de police.

#### Cinquième tentative
Une cinquième tentative de régicide est organisée par Jeliabov le 16 août 1880 à Saint-Pétersbourg, sur le pont Kamenny, sur le trajet du Palais d'Hiver à la gare ferroviaire pour Tsarskoïe Selo. On coule des explosifs dans le canal qui doivent être déclenchés au moment du passage de l'empereur. Mais l'attentat échoue par manque de synchronisation (l'ouvrier Teterka, qui devait faire exploser la charge, « n'avait pas de montre ») et il n'est pas possible de le répéter. De plus, les terroristes ne peuvent pas récupérer la charge : deux pouds de dynamite sont retrouvés intacts par la police dans le canal un an plus tard.

## L’assassinat d’Alexandre II

### Les préparatifs
Nullement découragés par les échecs précédents, les terroristes de Narodnaïa Volia préparent un nouvel assaut. On commence par observer minutieusement les déplacements du souverain dans la capitale. Tous les dimanches, Alexandre II passe au manège Mikhaïlovski, après quoi il se rend souvent chez son épouse morganatique Catherine Dolgorouki en passant le long du canal Catherine.
L’observation révèle deux points de passage obligés quel que soit l’itinéraire. Le comité exécutif décida d’attaquer simultanément ces deux emplacements (Malaïa sadovaïa et canal Catherine). On décide de miner la Malaïa sodovaïa. Si l’empereur choisissait un autre itinéraire, quatre conspirateurs armés de bombes devaient intervenir. En cas d’échec, Jeliabov interviendrait avec un poignard et un révolver. Franco Venturi souligne que « ce n’était plus un attentat, mais une action de guerre de partisans, menée avec la volonté de réussir à tout prix ».
Se faisant passer pour des commerçants en fromages, Ju. Bogdanovitch et A. V. Jakimov louent une maison au 56 de la Malaïa sadovaïa et entreprennent aussitôt leur travail de minage avec l’aide de Sukhanov, Jeliabov, Frolenko et d’autres. Cependant, certains voisins nourrissent quelques doutes devant le peu d’empressement commercial que montrent les nouveaux arrivants. Un boutiquier du voisinage les dénonce et la police perquisitionne sous prétexte d’un contrôle d’hygiène. Les policiers sont intrigués par un tonneau de terre fraîche qui encombre la cave, mais les explications lénifiantes de Bogdanovitch les rassurent… « Quelques jours après la perquisition, la sape est prête à recevoir la dynamite. »
Le 27 février, coup de théâtre. Jeliabov est arrêté dans une pension de la Perspective Nevski. Ancien accusé du procès des 193, il est aussitôt reconnu par la police. Son rôle de maître d’œuvre de l’attentat est aussitôt repris par Sofia Perovskaïa. La date de l’attentat est fixée. Kibaltchitch doit préparer quatre bombes conçues pour avoir un effet dans un rayon d’un mètre : elles devront être lancées avec une grande précision.
Le lanceur no 1 est Nikolaï Ryssakov, propagandiste dans les fabriques de Saint-Pétersbourg. Le plan initial prévoit que la première bombe serait jetée par Ryssakov, le seul qui soit véritablement « ouvrier ». Le lanceur no 2 est Ignati Joakimovitch Grineviski, étudiant noble à l’institut de technologie et totalement voué à la cause révolutionnaire. Le lanceur no 3 est Timofeï Mikhaïlov et le lanceur no 4 est Ivan Panteleïmonovitch Emelianov, étudiant et sympathisant du mouvement depuis 1879. Tous sont volontaires, même s'ils sont parfaitement conscients que le lanceur n’a aucune chance de s’en tirer vivant.
Les bombes sont préparées dans la nuit du 28 février au 1er mars dans l’appartement de Véra Figner et d’Isaev. Dans la soirée, alors qu’il s’apprête à déclencher la mine, qui doit vraisemblablement le tuer également, Frolenko entame tranquillement une bouteille de vin et un saucisson. À Véra Figner qui reproche de « tels penchants matérialistes chez un homme qui doit bientôt mourir », l’artificier rétorque qu’« en de telles circonstances, un homme devait être maître de toutes ses forces », ce qui laisse Véra Figner pleine d'admiration devant sa résolution.
Les bombes sont distribuées aux lanceurs par Sofia Perovskaïa qui guette et donne le signal du départ avec un mouchoir.

### L’attentat

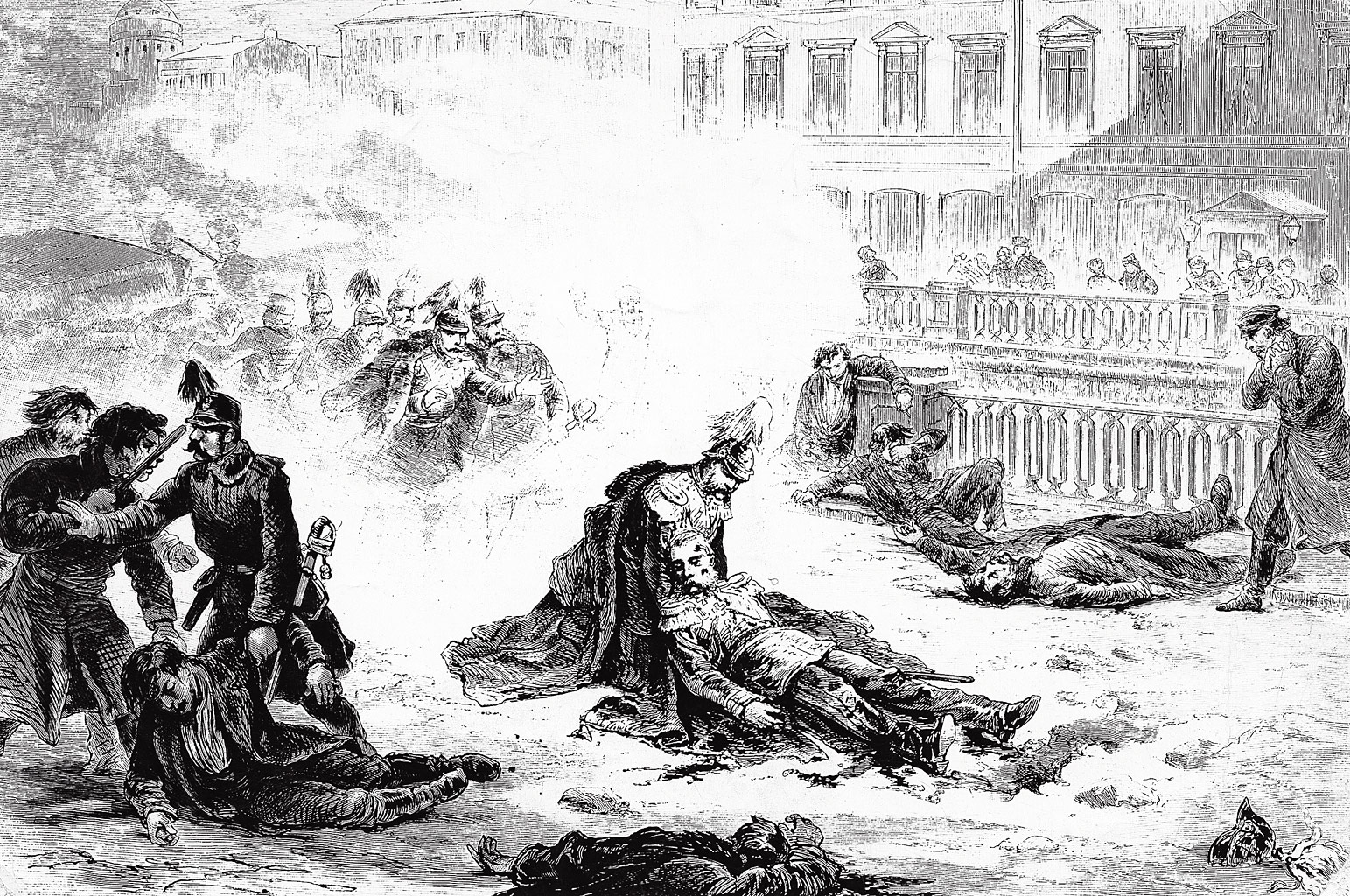
Représentation de l'attentat qui tua Alexandre II le 13 mars 1881.

Le dimanche 1er/13 mars 1881, peu après 14 heures, Alexandre II termine sa visite au manège Mikhaïlovski et se dirige vers le canal Catherine (comme l’en a prié Ekaterina Mikhaïlovna Dolgoroukova très inquiète de l’atmosphère lourde de menaces qui pèse sur la capitale russe).
Au signal de Perovskaïa, trois lanceurs prennent leur place. Selon Hélène Carrère d'Encausse, Timofei Mikhailov, le lanceur no 1, avait déserté in extremis, mais cette interprétation est infirmée par Franco Venturi et Véra Figner.
La première bombe ne touche que l’arrière du traîneau impérial, laissant l’empereur une nouvelle fois indemne. Au lieu de fuir, il fait arrêter le traîneau et veut porter assistance aux blessés. À un officier qui ne l’avait pas reconnu et qui lui demande si l’empereur était blessé, Alexandre II répond « Grâce à Dieu, je suis sain et sauf ». Ryssakov vient d’être arrêté et donne une fausse identité à Alexandre II et le menace : « C’est peut-être un peu tôt pour remercier Dieu,. ». Alexandre veut alors regagner son traîneau. Quelques pas plus loin, une seconde explosion soulève un nuage de fumée et de neige. Quand il se dissipe, Alexandre est retrouvé ensanglanté, adossé à un garde-fou du canal. Près de lui, Grineviski, l’assassin, a été tué dans l’explosion. Alexandre II est alors emmené au palais, défiguré, perdant son sang, pied droit arraché, pied gauche fracassé. Il agonise et meurt une heure plus tard.
Les deux explosions ont fait trois morts et vingt blessés.

## Conséquences
Selon les témoignages de l’époque, l’attentat laisse « la population pleine de stupeur et de muette angoisse », mais « sans manifestation visible de désespoir ». Certains membres de l’intelligentsia et une partie de la classe ouvrière s’attendaient à ce que Narodnaïa Volia profitât de la situation. À Moscou, de petits groupes d’étudiants manifestent le 2 mars pour « fêter la disparition du tsar » alors que d’autres refusent de participer à la collecte pour l’achat d’une couronne de fleurs.
Le 7 mars ont lieu les obsèques d’Alexandre II en la cathédrale Pierre-et-Paul. La procession est menée par le nouvel empereur de Russie, Alexandre III.

### Répression policière

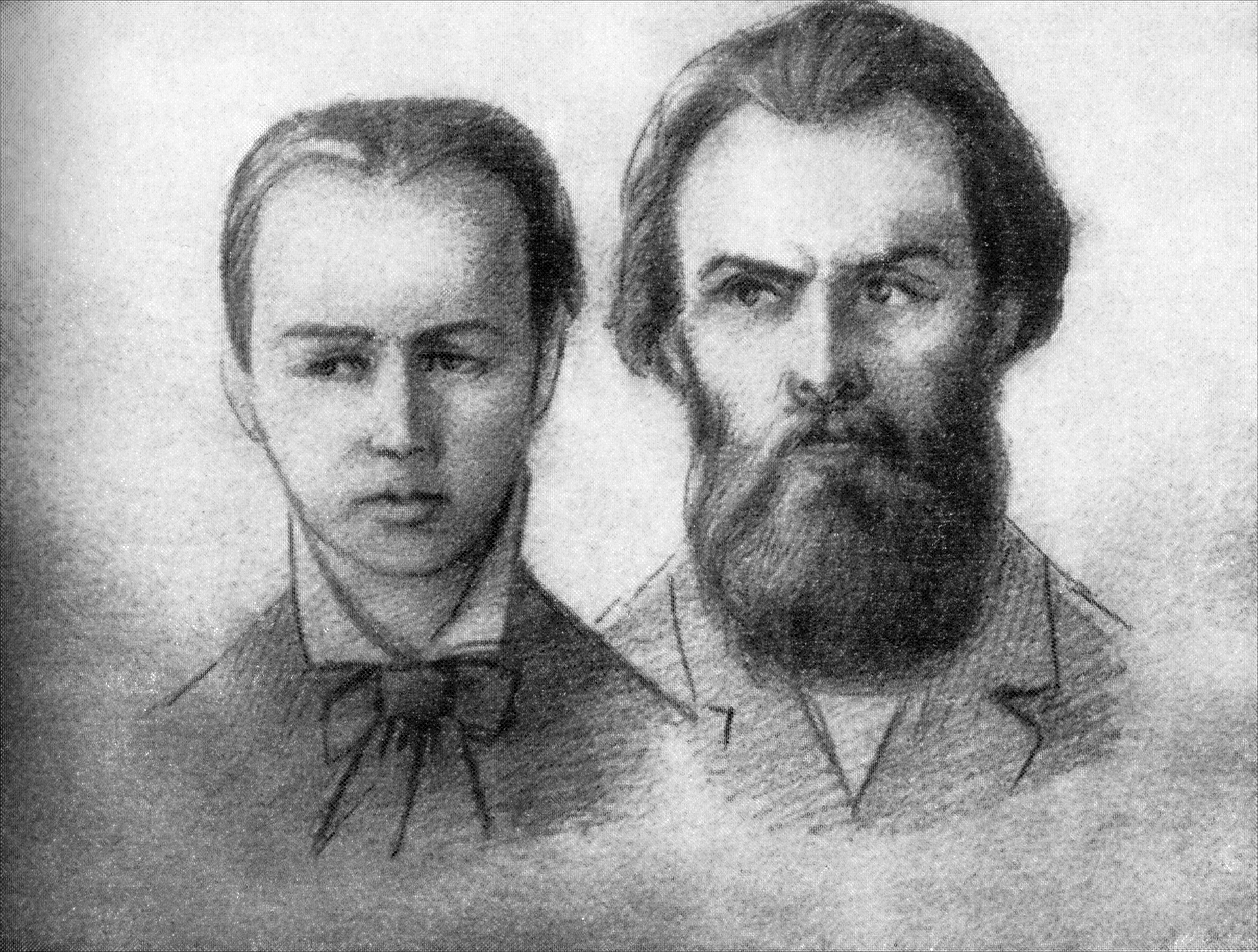
Sofia Perovskaïa et Andreï Jeliabov lors de leur procès en mars 1881.

La cathédrale Saint-Sauveur-sur-le-Sang-Versé de Saint-Pétersbourg.

Tandis que dans les villes, plusieurs voix se font entendre qui approuvent l’attentat, dans les campagnes, c’est plutôt l’opinion inverse qui prévaut. L’on n’est pas loin de penser qu’Alexandre II a été victime d’un complot de la noblesse. L’opinion est agitée par l’attentat, des troubles éclatent çà et là. Mais la répression finit par l’emporter. L’enquête policière avance rapidement. Ryssakov, soumis à un interrogatoire intensif, finit par livrer le nom et les adresses de ses complices. La nuit du 3 au 4 mars, la police fait irruption dans l’appartement de Guessia Guelfman et de Sabline, qui se voyant perdu se suicide. La police déniche alors les deux bombes non utilisées et cueille Mikhaïlov, qui parvient à blesser plusieurs gendarmes avant de se rendre. Le 4 mars, on découvre la boutique des « fromagers », dans laquelle on trouve deux pouds de dynamite. Le 10 mars, c’est Sofia Perovskaïa qui est arrêtée ; une semaine plus tard, Kibaltchitch…
Le 10/22 mars 1881 cependant, Narodnaïa Volia réussit son seul geste politique après l’attentat : la publication et la diffusion à large échelle d’une « lettre du « Comité exécutif » à Alexandre III » dans laquelle l’organisation terroriste explique et justifie longuement son geste.

### Procès des régicides
Le procès des Pervomartovtsi, (littéralement : Ceux du 1er mars), se déroule du 26 mars au 30 mars 1881. Le 3 avril à 9 h 50, Jeliabov, Timofeï Mikhaïlov, Kibaltchitch, Sofia Pereskovaïa (la première femme à monter à l’échafaud pour crime politique en Russie,) et Ryssakov (malgré sa repentance tardive) sont pendus,. 
Parmi les accusés au procès, seule Gesja Gelfman, enceinte, fut provisoirement épargnée. Son sort dans la forteresse Pierre-et-Paul apitoya l’Europe entière. En octobre, elle donna le jour à une fille, mais celle-ci lui fut enlevée le 25 janvier 1882 et placée dans un orphelinat en tant qu'enfant de l'Assistance Publique. Cinq jours plus tard, la mère mourut, bientôt suivie par l'enfant. 

### Triomphe provisoire de la «réaction»
« Narodnaïa Volia » est décapitée par la répression. L’Empire russe se fige dans la réaction. À peine deux mois après la disparition de son père, le nouveau souverain Alexandre III fait publier le Manifeste du 29 avril 1881, dans lequel il fait savoir qu'il entend maintenir inchangé le régime autocratique de l'Empire russe. Le 14 août 1881, on annonce la création d'une nouvelle organisation de la police de sécurité, l'Okhrana. Mais la Russie est loin d’en avoir fini avec le terrorisme.
Alors que la plupart de ses camarades étaient morts ou emprisonnés, Véra Figner continue à mener des activités révolutionnaires à Odessa , mais elle aussi est arrêtée à Kharkov en 1883 et condamnée à mort. Sa peine ayant été commuée en prison à vie, après vingt ans de forteresse à Schlüsselbourg et un an de déportation, elle ressort libre, et parcourt dès 1906 l'Europe pour parler des conditions de détention dans l'Empire russe. Elle meurt en 1942 âgée de 90 ans.

## Autres membres connus de l'organisation
- Shalom Anski
- Waldemar Haffkine
- Alexandre Martynov
- Alexandre Oulianov
- Józef Piłsudski
- David Riazanov
- Neonila Salova
- Maria Vetrova
- Anna Raspoutina
- Nadejda Siguida
- Maria Kalioujnaïa

## Postérité
Quelques années plus tard, le Parti socialiste révolutionnaire de Russie se réclamera de Narodnaïa Volia.
Récemment, une nouvelle « Narodnaïa Volia » a vu le jour dans la Russie postsoviétique, mais il s’agit cette fois d’un mouvement politique nationaliste et conservateur.